# Peeter Grünfeldt
Peeter Grünfeldt (Pseudonym u. a. P. Halsjaspõld, * 19. Septemberjul. / 1. Oktober 1865greg. in Pühaste, (ehemalige) Landgemeinde Puka, heute Elva (Landgemeinde); † 11. April 1937 in Nõmme) war ein estnischer Schriftsteller, Übersetzer und Journalist.

## Leben
Peeter Grünfeldt war ein Lehrersohn und ging zwischen 1875 und 1882 in Puhja und Rõngu zur Schule. Von 1883 bis 1886 besuchte er das (deutsche) Lehrerseminar in Tartu, das er jedoch nicht abschloss. Ab 1886 war er Lehrer in Aakre, in der (ehemaligen) Landgemeinde Puka, und seit 1887 in Valga.
1891 wechselte er zur Journalistik und trat in Tartu in die Redaktion des Eesti Postimees ein, die er indes 1893 wieder verließ, um in Valga einen Buchladen zu betreiben. Drei Jahre später arbeitete er abermals in der Redaktion des Eesti Postimees, für den er von 1896 bis 1904 in der Tallinner Redaktion tätig war – unterbrochen allerdings durch drei Jahre (1898–1901) bei der Zeitung Põllumees (‚Der Landwirt‘) in Tartu. Schließlich war er 1905 einer der Gründer der neuen Tageszeitung Päevaleht, deren Chefredakteur er von 1905 bis 1908 war. Es folgten noch weitere redaktionelle Tätigkeiten und Anstellungen im Bankwesen, ehe er 1922 seine eigene Zeitschrift Romaan gründete, die er bis 1933 redigierte.

## Werk
Grünfeldts Feder entstammten „über 450 Titel […], womit er zu den produktivsten estnischen Schreibern gehört.“ Insgesamt hat von seinem Œuvre allerdings nur wenig dem Zahn der Zeit standgehalten, viele seiner Schriften waren den Gepflogenheiten der damaligen Zeit entsprechend nur sehr schmale Broschüren. Darunter befanden sich auch Sittenlehren für die Jugend, die überaus beliebt waren und hohe Auflagen erzielten. Seine Gedichte sind als „unbeholfen und schematisch“ charakterisiert worden und heute vergessen.
Bedeutender war seine journalistische Tätigkeit, bei der er Wert auf Qualität und Volksbildung legte. Nicht selten wurde eine Zeitung „sozialer und inhaltsreicher“ oder enthielt „mehr bildende Artikel“, wenn er in die Redaktion eingetreten war. Ferner sind seine Übersetzungen bedeutend, neben Anthologien zur bulgarischen und skandinavischen Literatur übersetzte er u. a. Juhani Aho, Hans Christian Andersen, Henrik Ibsen und Mór Jókai ins Estnische.

## Trivia
Der Autor verwendete zahlreiche Pseudonyme: P. Haljaspõld, R. Põld, Ohaka Ott, Andres Silla, Siim Sinep, Võrukael.